# Ce matin
Ce matin est un journal quotidien français, né dans la clandestinité au moment de la Résistance, qui a fusionné avec un autre quotidien, L'Aurore, en 1953-1954.

## Histoire
Le journal a été lancé en 1942, dans la résistance.

### Journalistes et dirigeants
Roger Lardenois, résistant du réseau Valmy, en était secrétaire général. Pierre de Chevigné, militaire, résistant puis homme politique, est directeur du journal de 1945 à 1947. Jean-Raymond Tournoux, journaliste parlementaire  qu’André Passeron appelait « l’historien du secret » (Le Monde, 26 novembre 1984) fut chef de service à Ce matin (1949-1950) avant de devenir éditorialiste à L'Information de 1950 à 1955.

### Positionnement
Le journal était de tendance MRP et modérée, à droite sur certains sujets. A la fin des années 1940, Ce matin-Le pays est à la pointe des campagnes de presse contre « la criminalité nord-africaine » et pour le rétablissement de la Brigade Nord Africaine (BNA). Le quotidien titre sur ce thème le 19 septembre 1949 et lendemain son concurrent France-Soir publie un article estimant que « La résurrection de cette BNA, actuellement à l’étude, ne résoudrait pas le problème ». Le journal est notamment, en 1949, choisi par le préfet de police nouvellement nommé pour traiter de l’émigration algérienne. Sur la question de la Guerre d'Indochine, Pierre Collet, éditorialiste de Ce Matin-Le Pays soutient la politique du gouvernement français et salue le livre de Michel Tauriac, qui a participé dans les rangs français à la Guerre d'Indochine.

### Fusions successives
Ce Matin était né de la fusion le 15 décembre 1946 de deux journaux, Paris-Matin avec Résistance, journal fondé en 1940 par le réseau de résistance dit "du Musée de l'Homme". Puis il avait fusionné avec Le Pays, un quotidien comme lui de tendance MRP et modérée, fusion qui est finalisée le 31 mars 1948.
Ce quotidien du groupe Amaury tirait encore à 120.000 en 1952 .
Dans les mois qui suivirent la Libération en 1944, plus d'une trentaine de quotidiens paraissaient à Paris, dont plus de la moitié avaient en mars 1953 disparu ou fusionné, leur tirage global chutant de 43% entre 1946 et 1952.
En 1953, le titre se nomme Ce Matin-le Pays et il a été absorbé par le journal L'Aurore, depuis peu propriété de Marcel Boussac. L'Aurore explique après la fusion que « les difficultés d'exploitation sont devenues telles pour la presse d'importance moyenne que la vie de Ce Matin-le Pays s'est trouvée en péril ».
L'Aurore avait précédemment absorbé le journal France Libre. La presse rappelle alors que dans les mois qui suivirent la Libération en 1944, plus d'une trentaine de quotidiens paraissaient à Paris, dont plus de la moitié avaient en mars 1953 disparu ou fusionné.
L'opération est alors présentée comme une fusion et donne lieu à une polémique entre le Syndicat des journalistes CFTC et Paul Campargue, vice-président du conseil d'administration de la société éditrice et codirecteur général de Ce Matin-le Pays, le syndicat s'indignant que les directions intéressées aient manifesté un "tel mépris du métier de journaliste". L'Aurore porte après la fusion en sous-titre " Ce Matin-le Pays ", le jugement du tribunal de commerce de la Seine lui interdit à partir de 1953 de continuer à le faire.
Deux jours après la fusion, les dirigeants de Ce Matin publient une feuille portant ce titre et donnant, symoboliquement, les mêmes articles, avec la même maquette, que le Parisien libéré. Ses journalistes s'indignent d'avoir été « livrés à un confrère contre la volonté formelle exprimée par l'assemblée générale de la société ».
La fusion est en particulier contestée pour le comité d'entreprise de la SNEJ (Société nouvelle d'édition de journaux), éditrice de Ce Matin et le Pays, qui s'est adressée à la justice. Ils font valoir que quatre administrateurs de Ce Matin, De Véricourt, Steiner, Sangnier et Jacques Destrée, ont souhaité continuer la publication du journal, en dépit des difficultés d'exploitation face à quatre du groupe Le Pays qui étaient eux pour la fusion avec L'Aurore, mais que seul le changement de décision final de Jacques Destrée l'a emporté, créant une majorité de cinq voix contre trois pour la fusion . Mais rapidement, le tribunal rend une ordonnance désignant un administrateur judiciaire chargé de séquestrer le titre litigieux.